# The Soul Cages
The Soul Cages är artisten Stings tredje soloalbum, utgivet i januari 1991.
Albumet gjordes efter att Stings far hade dött och det blev ett sätt för honom att hantera sorgen efter denne. Hav och sjöfart är ett återkommande tema i låttexterna, fadern hade alltid velat bli sjöman, men var mjölkbud till yrket.
The Soul Cages var det första albumet med gitarristen Dominic Miller som sedan skulle förbli Stings följeslagare på flera efterföljande studioalbum och turnéer. Den 12 juli 1991 nådde världsturnén Sverige och Globen.

## Låtlista
Samtliga låtar skrivna av Sting.
1. "Island of Souls" - 6:41
2. "All This Time" - 4:54
3. "Mad About You" - 3:53
4. "Jeremiah Blues, Pt. 1" - 4:46
5. "Why Should I Cry for You?" - 4:54
6. "Saint Agnes and the Burning Train" - 2:43
7. "The Wild Wild Sea" - 6:41
8. "The Soul Cages" - 5:52
9. "When the Angels Fall" - 7:48

## Singlar
- "All This Time"(Januari 1991)
- "Mad About You"(Mars 1991)
- "The Soul Cages"(April 1991)
- "Why Should I Cry for You?"(Maj 1991)